# Pèlerinage de Notre-Dame-des-Vertus
Le pèlerinage de Notre-Dame-des-Vertus est un pèlerinage francilien dont le chemin allait de Paris à l'église Notre-Dame-des-Vertus d'Aubervilliers. Son objet est une statue miraculeuse de la Vierge, qui prend le  nom de Notre-Dame-des-Vertus en 1866.

## Historique

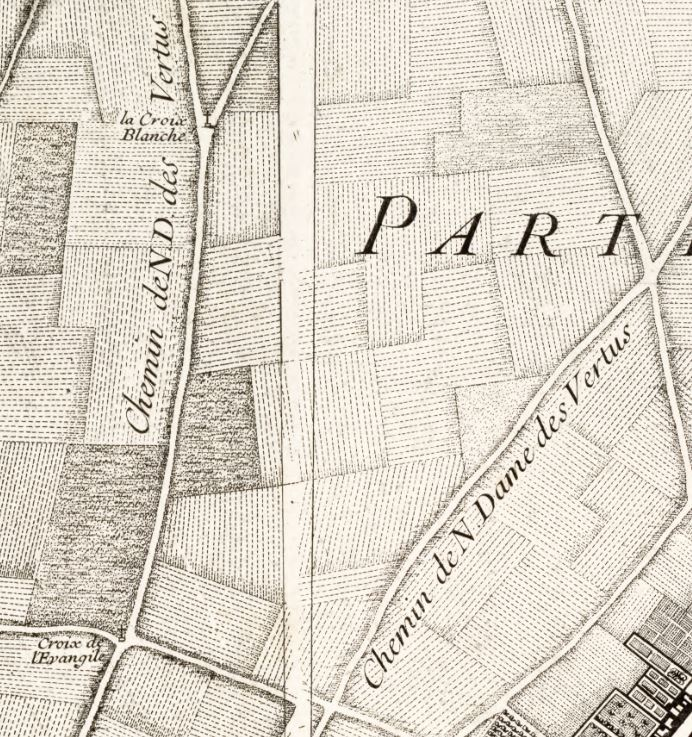
Le chemin de Notre-Dame-des-Vertus sur le plan de Roussel, 1731.

Selon les sources, il pourrait dater de 1338, ou bien de la fin du XVe siècle.
Son origine tient au miracle de la pluie survenu en 1336, sous le pontificat de Benoît XII, lorsqu'une redoutable sécheresse frappa la région. Le 14 mai, après avoir assisté à une procession appelant à l'aide divine, une jeune fille vint alors prier la Sainte-Vierge dans la chapelle d'Aubervilliers, chapelle datant d'au moins 1242, érigée en paroisse en 1300, et dédiée à saint Christophe. Cette jeune fille vit alors ruisseler de rosée le visage de la statue, lorsqu'au même moment, la pluie se mit à tomber. D'autres prodiges suivirent.
Le roi Philippe VI de Valois et Jeanne de Bourgogne, la reine, s'y rendirent la même année. Il semble s’être développé par captation des pèlerins du pèlerinage entre Saint-Denis et Saint-Maur, d'où subsisterait l'ancien chemin de Saint-Maur à Aubervilliers, aujourd'hui l'avenue de la République.
Il prit un essor considérable aux XVIe siècle et XVIIe siècle, en liaison avec la Réforme et la Contre-Réforme catholique. C'est à cette époque que le moine bénédictin Jacques du Breul en laissa un descriptif dans son Théâtre des antiquités de Paris, réédité et complété en 1639.
En 1529, toutes les paroisses de Paris y participèrent, ainsi que saint Jean-Baptiste de La Salle en 1690.

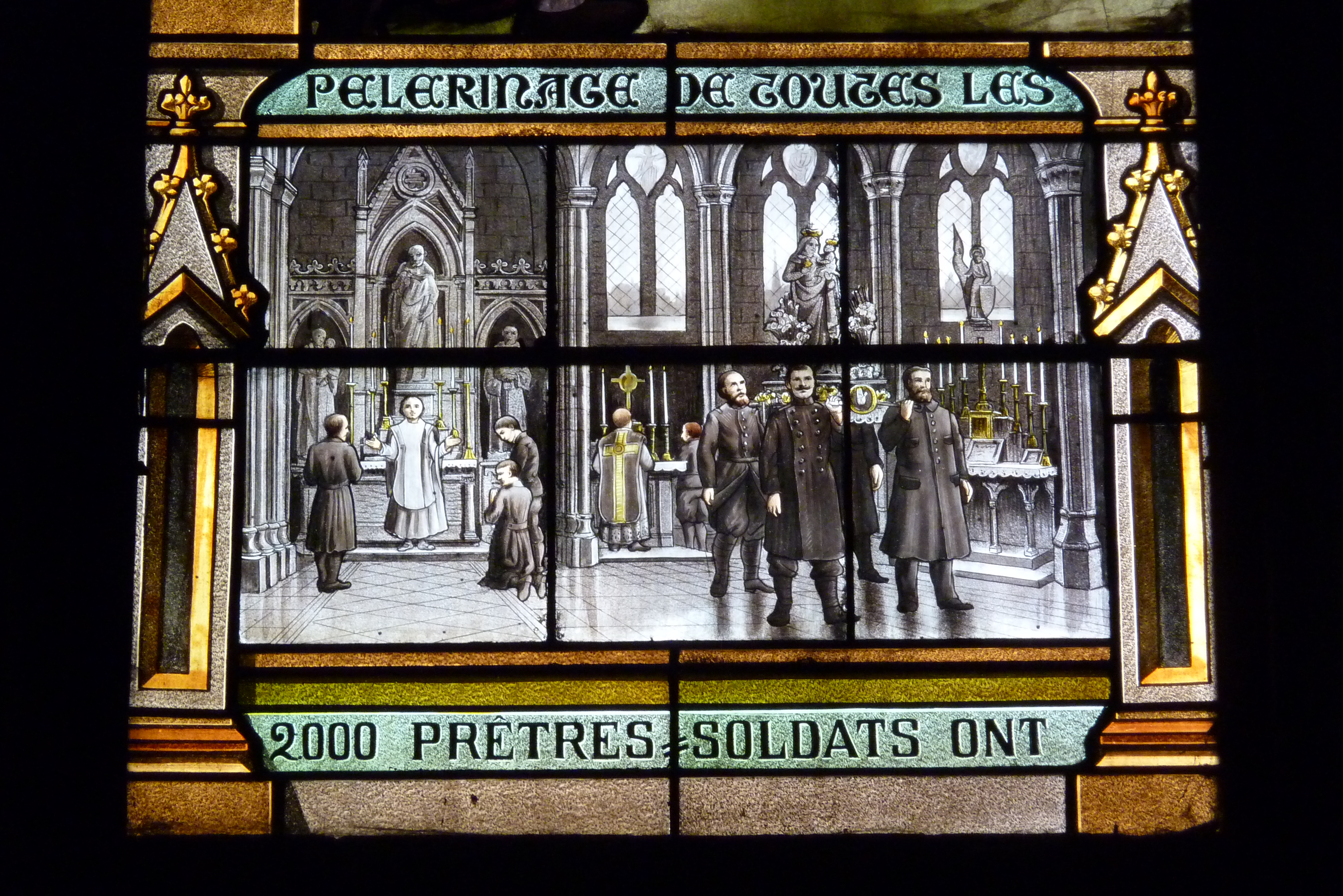
Pèlerinages de toutes les paroisses en Paris en 1529.
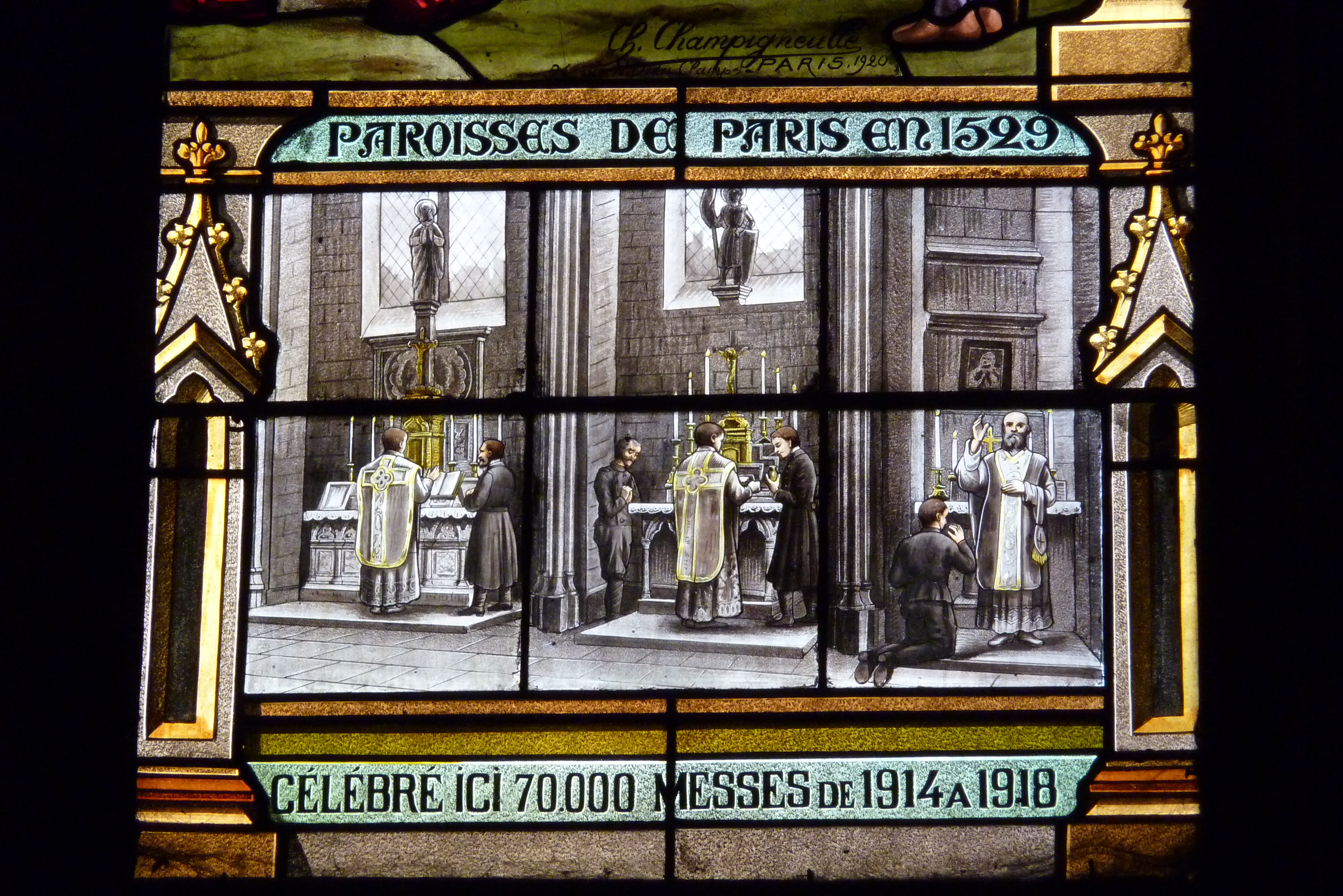
2000 prêtres-soldats ont célébré ici 70,000 messes de 1914 à 1918.

## Tracé et organisation
Organisé par le diocèse de Saint-Denis,, il a lieu chaque année le premier dimanche du mois de mai,. Les jours de pèlerinage étaient jadis : l'Annonciation, le lundi et le mardi de Pâques.
Malgré la pandémie du Covid-19 survenue en 2021, il eut malgré tout lieu, sous une forme adaptée.
L'ancien parcours se faisait de l'église Saint-Denys de la Chapelle, passait devant la croix de l'Évangile, puis la croix Feu Jamin et finissait à l'église Notre-Dame-des-Vertus d'Aubervilliers.
Le premier trajet part de la basilique Saint-Denis, suit le canal Saint-Denis pour rejoindre l'église Notre-Dame-des-Vertus d'Aubervilliers. Le second trajet se fait à partir de la chapelle Notre-Dame-des-Anges de Clichy-sous-Bois, et rejoint le premier à partir de la rue des Noyers. Un parcours alternatif à bicyclette est organisé, partant de Clichy-sous-Bois.